# Gemmrigheim
Gemmrigheim là một thị xã nằm ở huyện Ludwigsburg, thuộc bang Baden-Württemberg, Đức.

## Dân số
Kết quả điều tra dân số (¹) hoặc thông tin cập nhật chính thức từ Văn phòng Thống kê bang Baden-Württemberg
| Thời gian            | Số dân |
| -------------------- | ------ |
| 1 tháng 12 năm 1871¹ | 1,022  |
| 1 tháng 12 năm 1880¹ | 1.144  |
| 1 tháng 12 năm 1890¹ | 1.329  |
| 1 tháng 12 năm 1900¹ | 1.397  |
| 1 tháng 12 năm 1910¹ | 1.489  |
| 16 tháng 6 năm 1925¹ | 1.545  |
| 16 tháng 6 năm 1933¹ | 1.606  |
| 17 tháng 5 năm 1939¹ | 1.704  |
| 13 tháng 9 năm 1950¹ | 2.299  |
| 6 tháng 6 năm 1961¹  | 2.562  |

| Thời gian            | Số dân |
| -------------------- | ------ |
| 27 tháng 5 năm 1970¹ | 3,320  |
| 31 tháng 12 năm 1980 | 3.349  |
| 25 tháng 5 năm 1987¹ | 3.387  |
| 31 tháng 12 năm 1990 | 3.615  |
| 31 tháng 12 năm 1995 | 3.528  |
| 31 tháng 12 năm 2000 | 3.737  |
| 31 tháng 12 năm 2005 | 4.019  |
| 31 tháng 12 năm 2010 | 3.928  |
| 31 tháng 12 năm 2015 | 4.040  |
| 31 tháng 12 năm 2020 | 4,522  |

## Thư viện ảnh

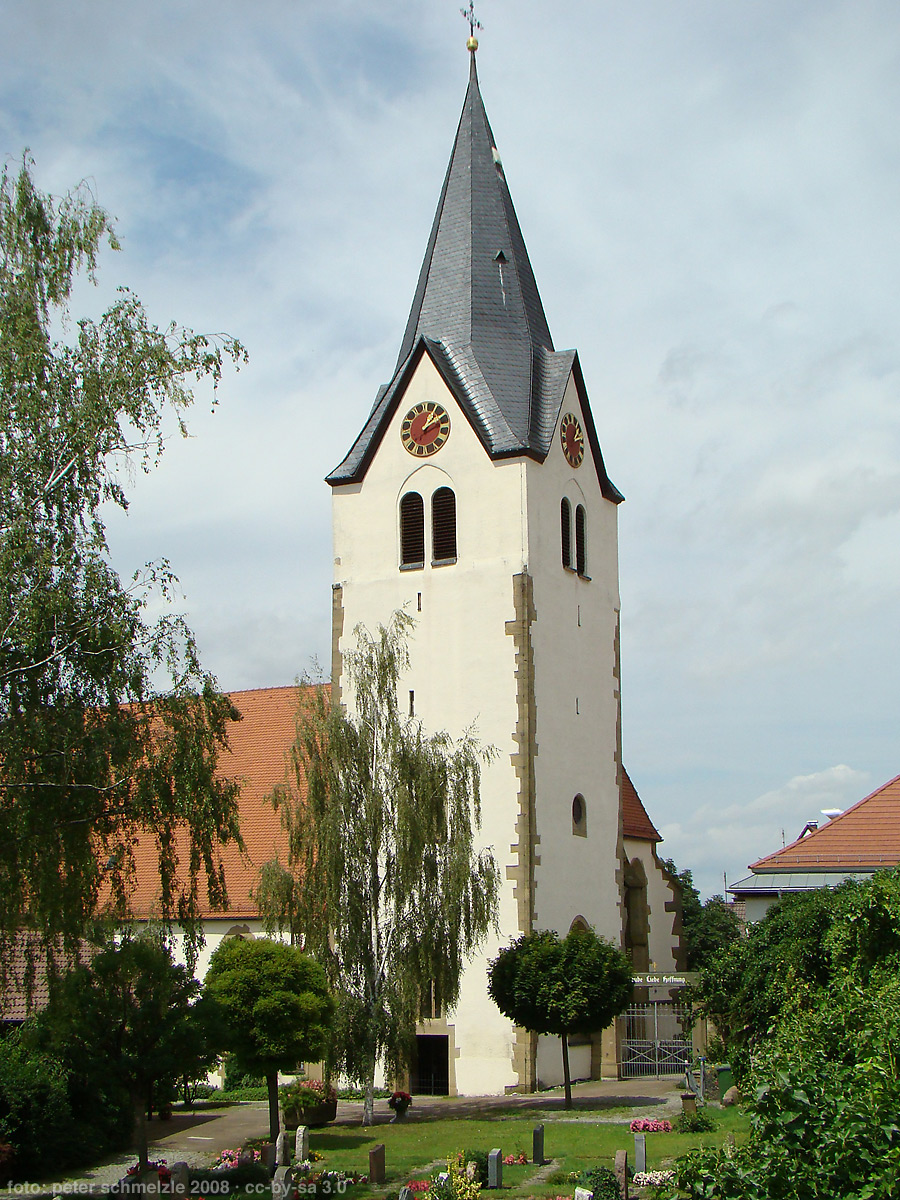
Johanneskirche
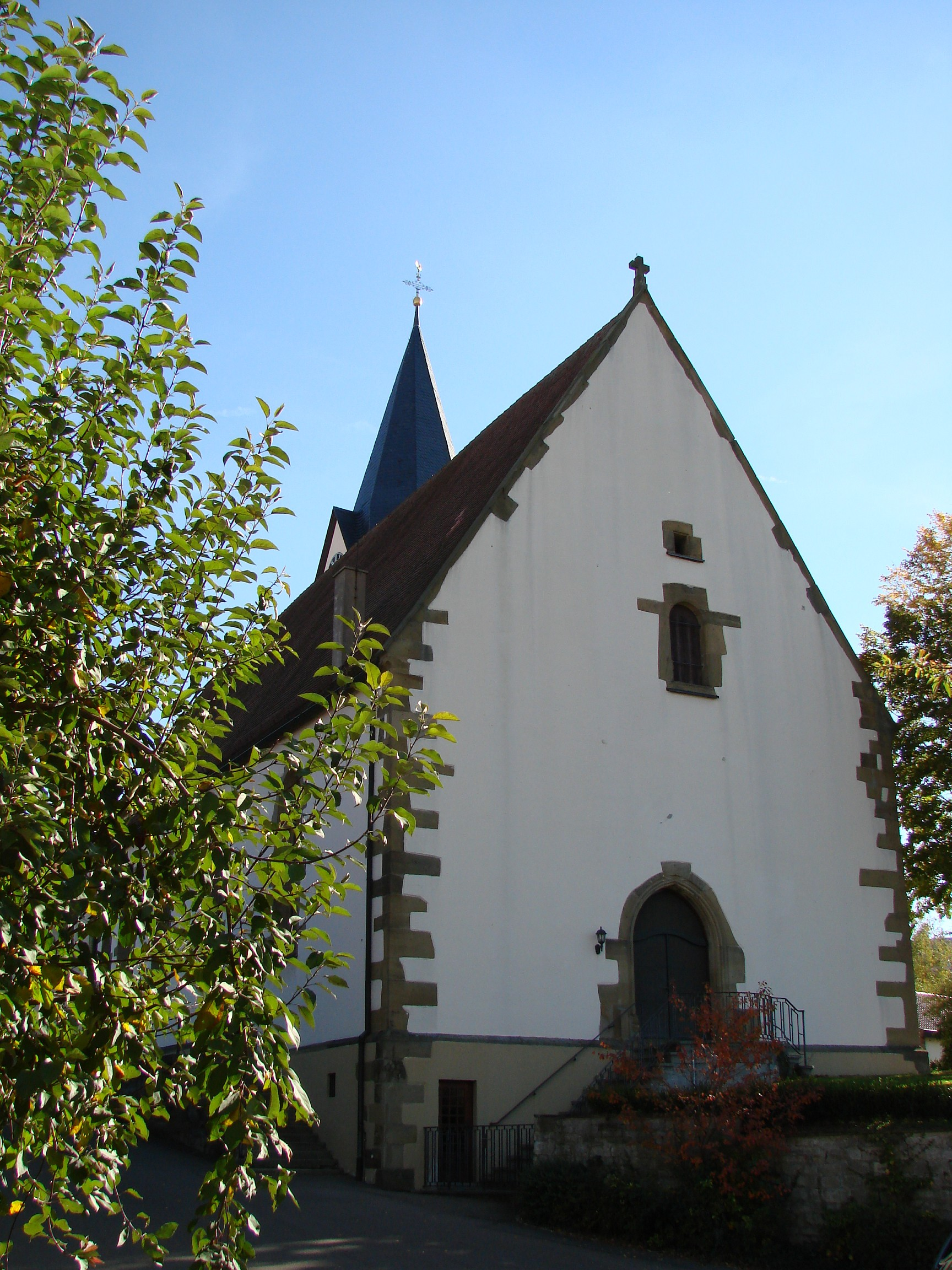
Giáo đường Johanneskirche
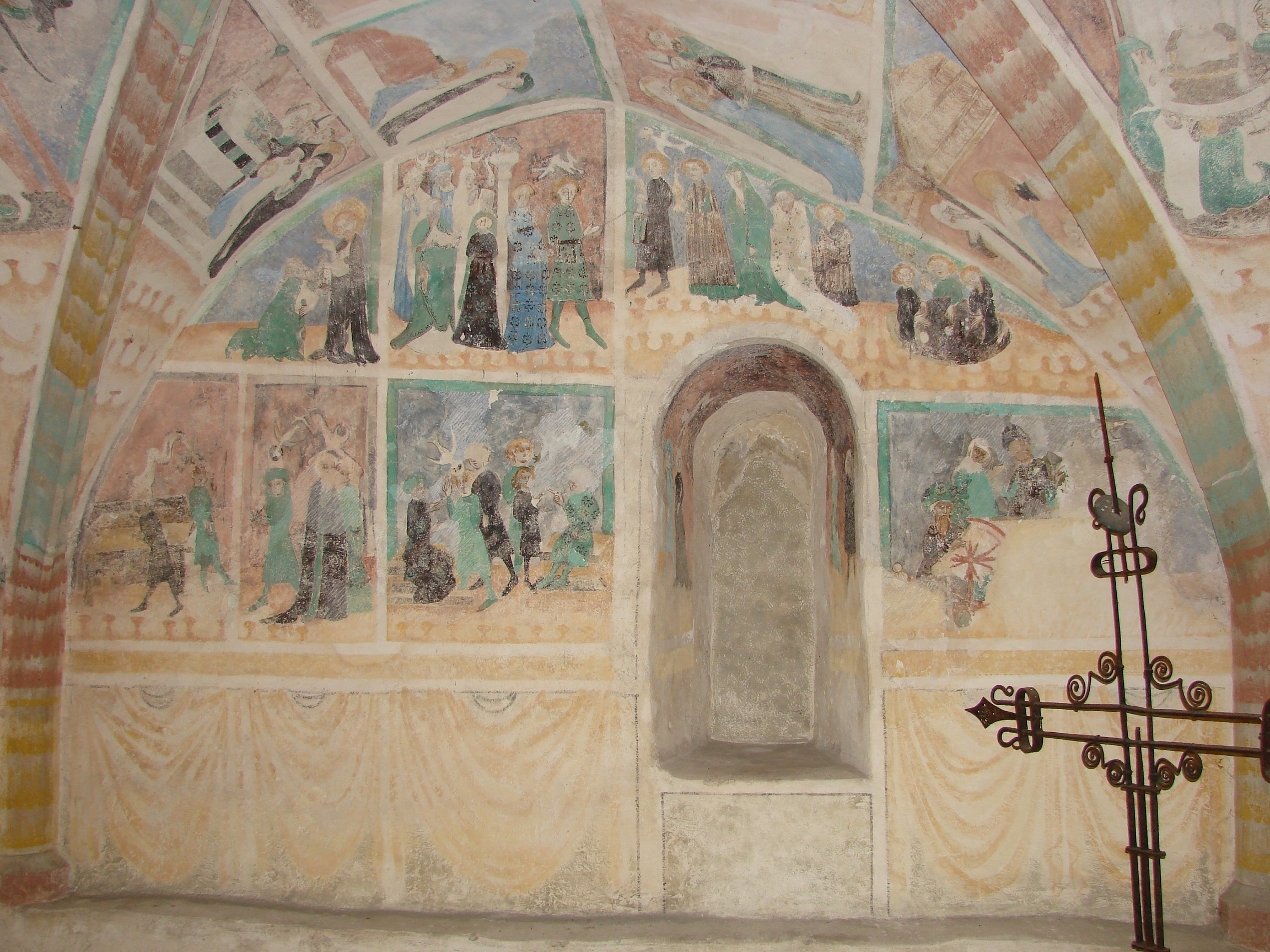
Tranh tường trong nhà nguyện tháp
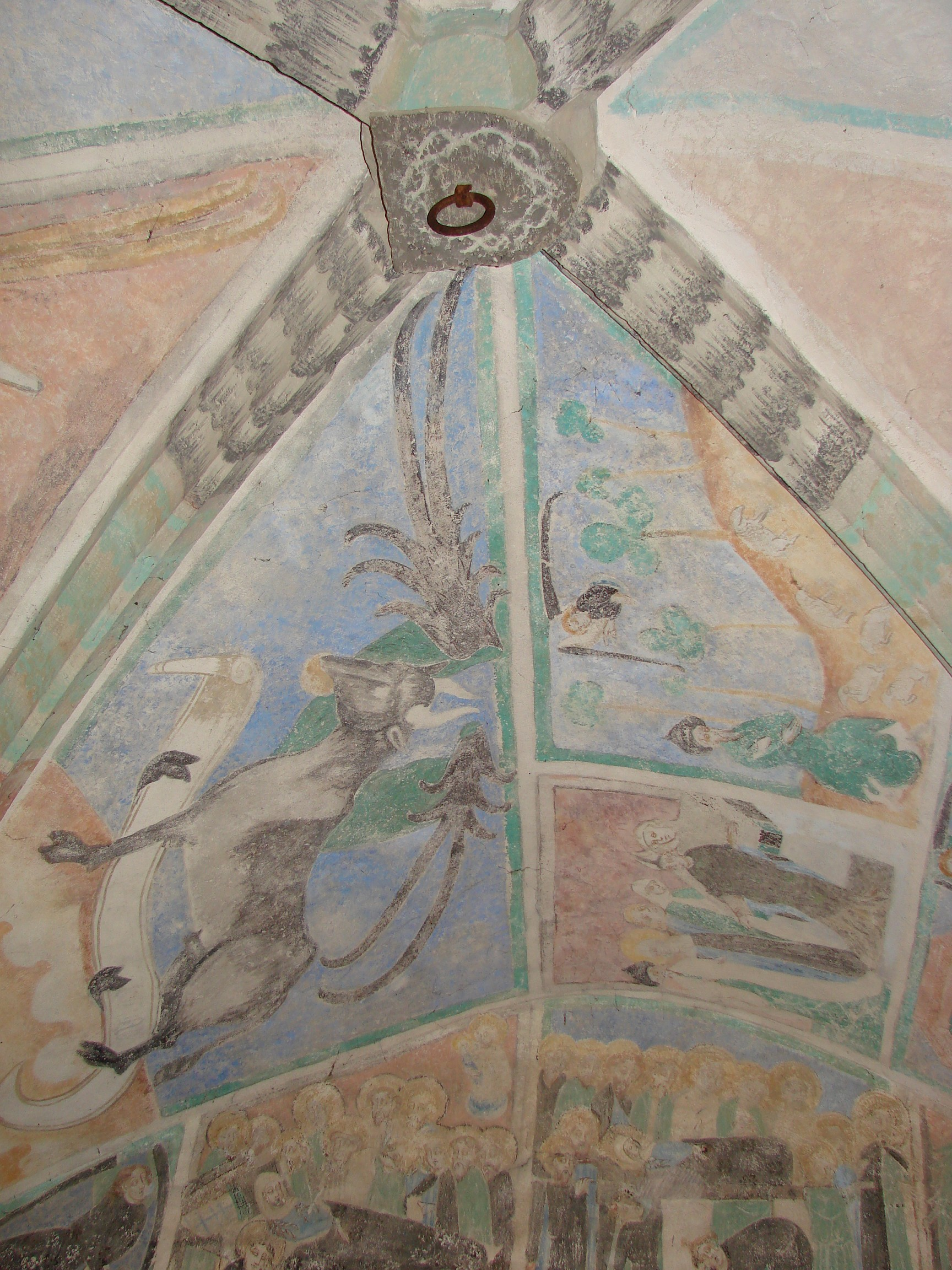
Nhà nguyện tháp, lối đi có mái vòm
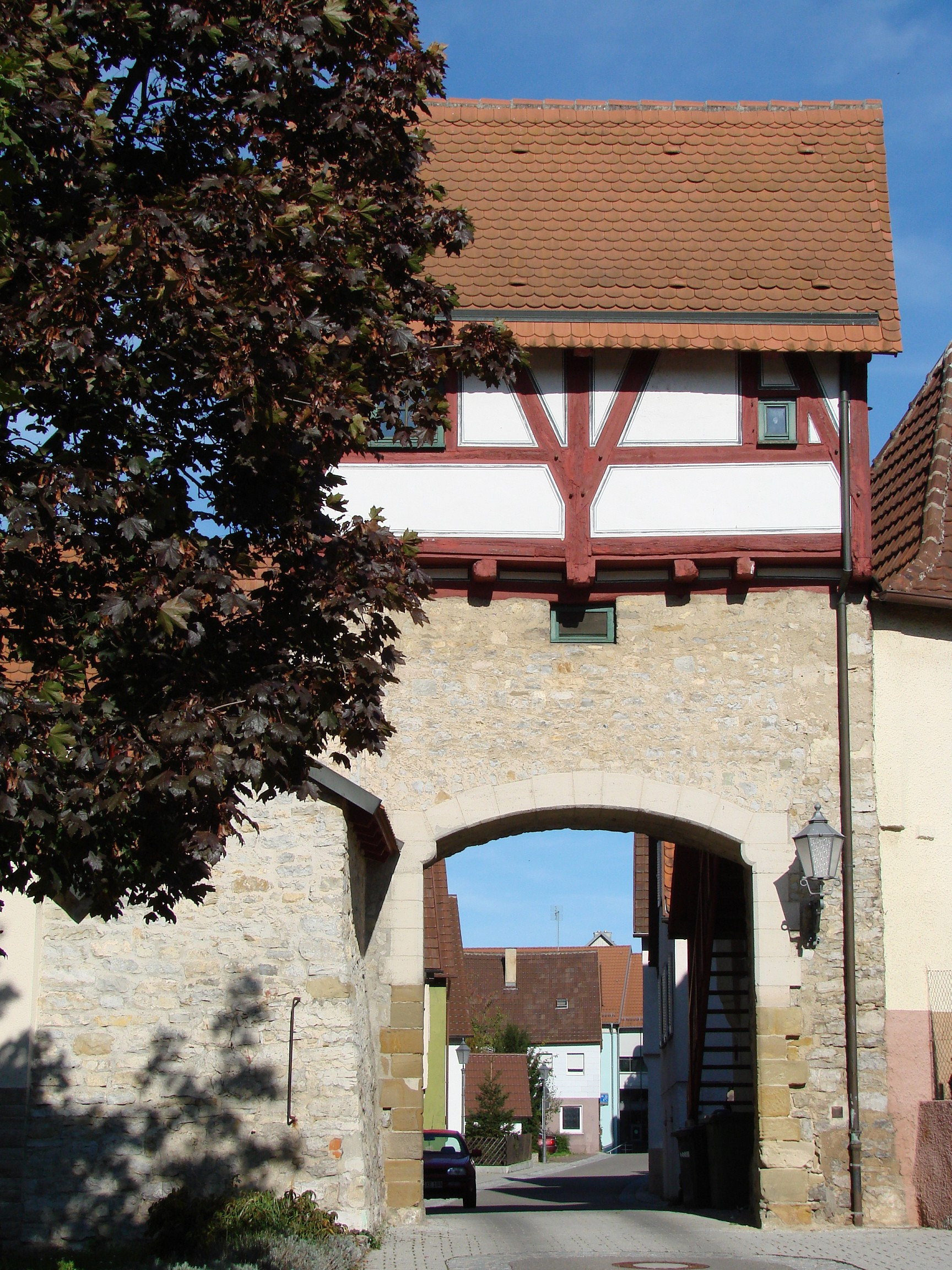
Cổng Besigheim
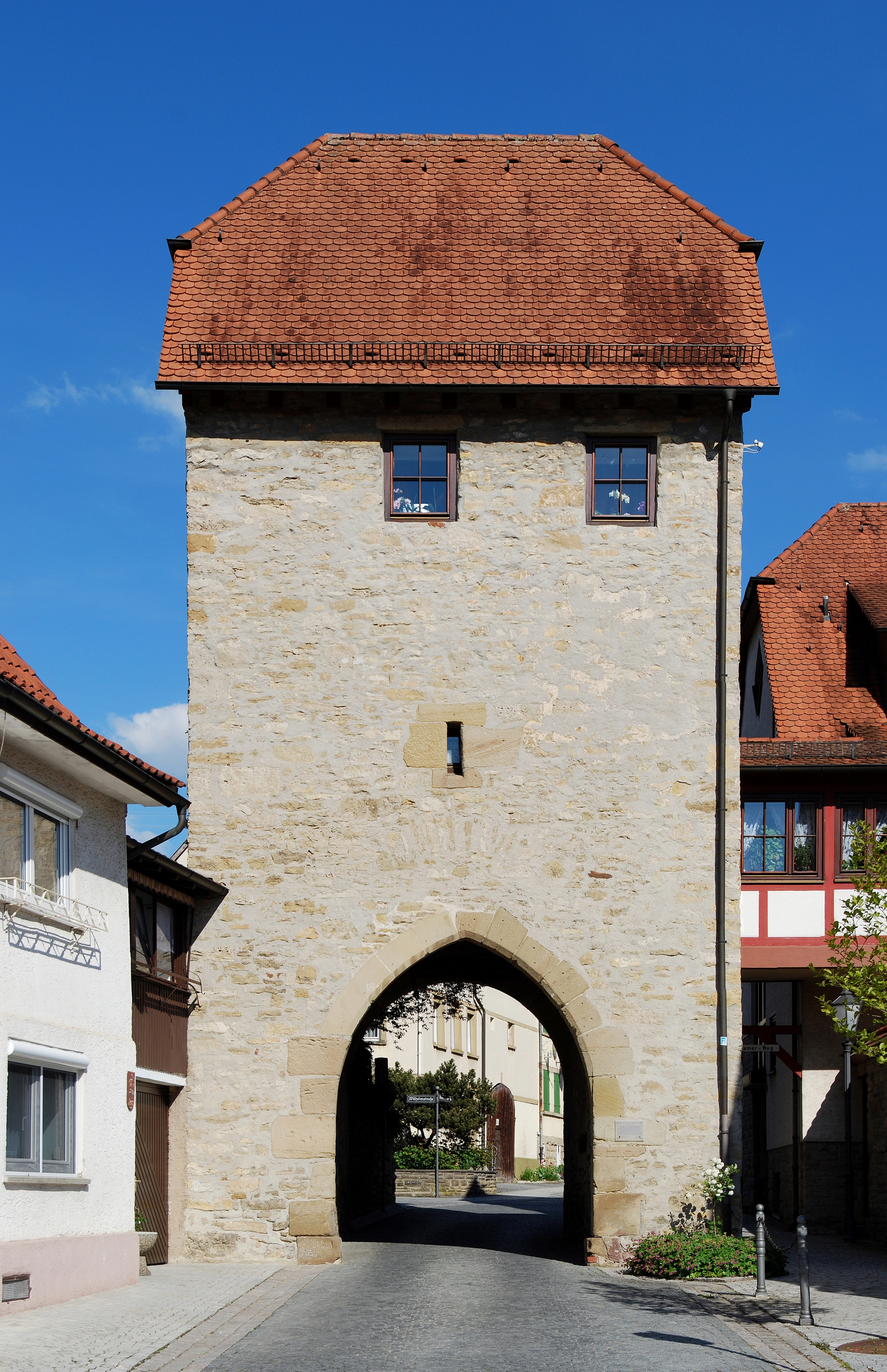
Cổng Ottmarsheim
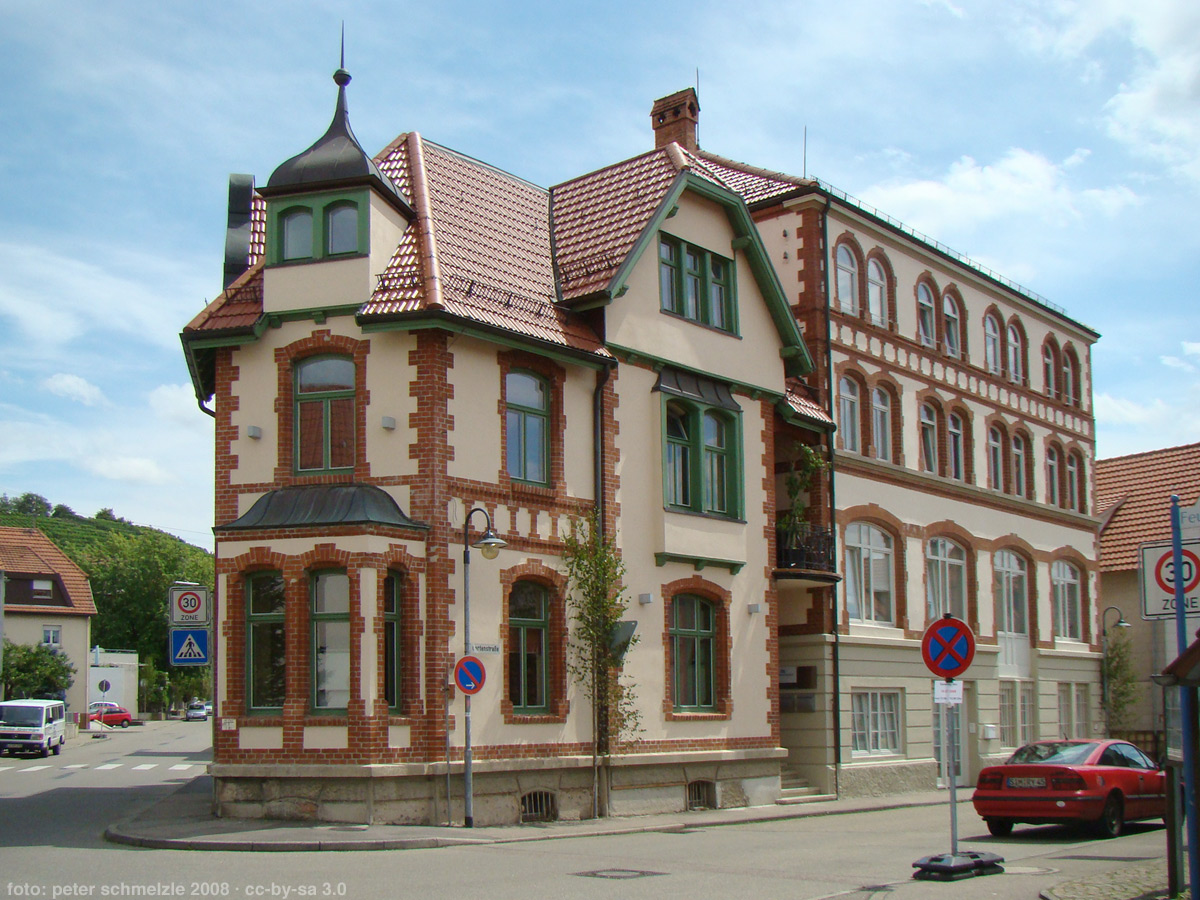
Tòa nhà lịch sử Gartenstrasse
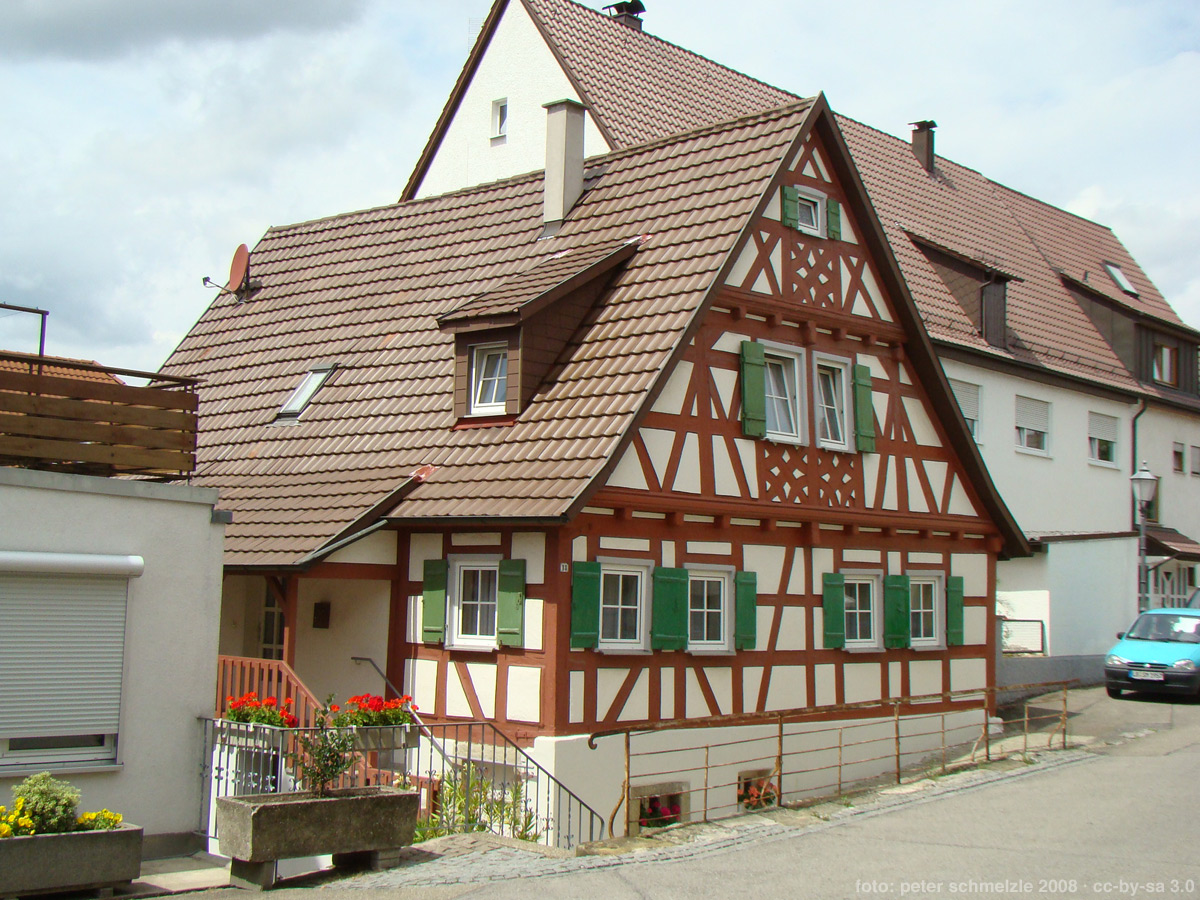
Ngôi nhà gỗ ở Hofgasse